# Drukbank (sport)

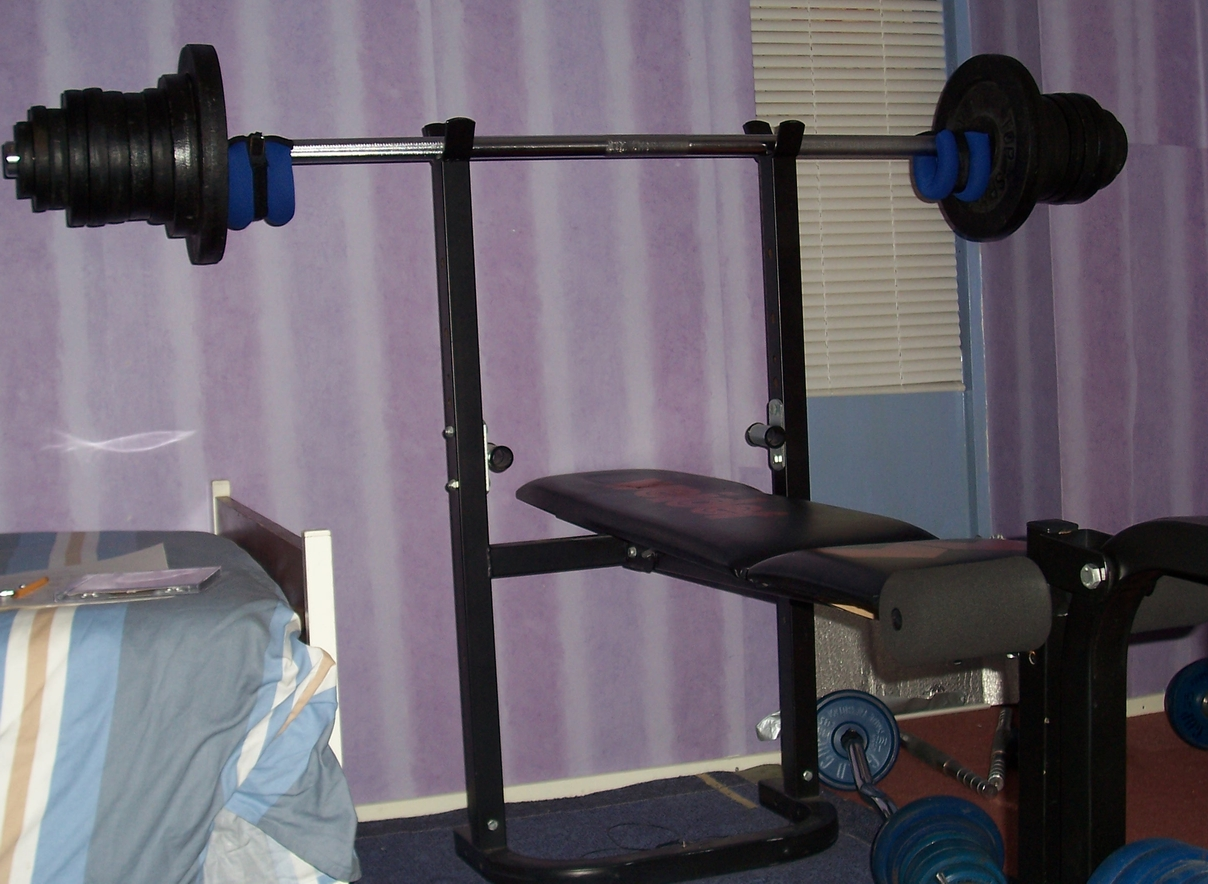
drukbank

Een drukbank, of halterbank, is een bank waarop sporters, voornamelijk uit de krachtsport, kunnen bankdrukken. De meeste drukbanken zijn voorzien van speciale steunen om een barbell op te leggen. Op die manier kan men gewicht aan de barbell toevoegen terwijl deze zich al boven de drukbank bevindt. Drukbanken zonder haltersteunen, fitnessbanken, zijn meer geschikt om andere oefeningen te doen of om bankdrukken met dumbbells uit te voeren. Drukbanken zijn vaak ook verstelbaar, zodat men vanuit verschillende hoeken kan bankdrukken (decline / incline), voor  voornamelijk de bovenste borstspieren.
Er zijn ook drukbanken die uitgerust zijn met allerlei mechanismen om meerdere oefeningen te doen, zodat het hele lichaam getraind kan worden. Op de afbeelding op deze pagina is een drukbank te zien met haltersteunen en met een extra mechanisme om de beenspieren mee te trainen. Respectievelijk voor de oefeningen leg curls en leg extensions. (oefeningen voor de hamstrings en de quadriceps). Sommige drukbanken zijn inklapbaar, dat verschilt per type drukbank. Drukbanken in fitnesscentra zijn vaak veel steviger gemaakt (stevigere constructie) dan de drukbanken die in huis gebruikt worden.
Drukbanken worden gebruikt bij bodybuilding, fitness, powerlifting en andere krachtsporten, voornamelijk om op te bankdrukken, ter versterking en/of ter vergroting (hypertrofie) van de grote en kleine borstspieren (musculus pectoralis major en musculus pectoralis minor), de triceps (musculus triceps brachii) en de voorste schouderspieren (musculus deltoides) en in mindere mate ook de omliggende spieren.